# Grimaldi de Calabre
Les Grimaldi de Calabre sont une branche cadette de la famille Grimaldi, cousine des souverains de Monaco. Établie dans le sud de l'Italie et plus précisément en Calabre à Crotone, à Seminara et à Catanzaro, elle donna plusieurs hommes politiques (comme le ministre italien Bernardino Grimaldi), militaires et lettrés.

## Histoire

### Grimaldi de Messimeri
Les Grimaldi de Calabre descendent de Lanfranco Grimaldi qui fut viguier de Provence et ambassadeur de Gênes ainsi que gouverneur de la ville de Nice. En effet, parmi les nombreux fils de ce-dernier, outre Rainier Ier Grimaldi (1267-1314), 2e seigneur de Monaco, se trouve Bartolomeo Grimaldi (surnommé Bertone) qui immigre dans le royaume de Sicile à la cour du roi. Il occupe ainsi plusieurs fonctions importantes avant d'obtenir la charge de Vice-roi de Calabre aux alentours de 1310. Il épouse une membre italienne de la famille des Baux et a un fils portant le même nom que lui et qui devient comme lui vice-roi de Calabre et obtient le fief de Messimeri,.

### Branche de Crotone et Catanzaro

#### Autres branches
On retrouve également Emanuele Grimaldi, fils de Saverio Grimaldi et de Teresa Vercillo, qui épouse Marianna Perrone (né en 1834), patricienne de Crotone et sœur de la femme de Bernardino Grimaldi, à Catanzaro le 6 février 1864. Emanuele, exerçant alors la profession de propriétaire terrien, occupera en 1873 la charge de consul italien de l'Empire austro-hongrois et représentant légal de ce pays dans la ville de Catanzaro, sous la tutelle du consul général Natale di Sorvillo basé à Naples,,.

## Généalogie

### Grimaldi de Messimeri
- Lanfranco Grimaldi, viguier de Provence, ambassadeur de Gênes et gouverneur de Nice.
  - Rainier Ier Grimaldi (1267-1314), 2e seigneur de Monaco.
    - Charles Ier Grimaldi, 3e seigneur de Monaco.

  - Bartolomeo Grimaldi, dit Bertone I (†1325), vice-roi de Calabre.
 x Costanza del Balzo
    - Bartolomeo Grimaldi, dit Bertone II, vice-roi de Calabre et seigneur de Messimeri.
 x Catarina Fieschi
      - Nicolo Grimaldi, seigneur de Messimeri.
 x Eleonora Caracciolo
        - Giovanni Grimaldi, seigneur de Messimeri.
 x Vittoria Carafa
          - Luca Grimaldi, dont la branche de Seminara.
          - Leonardo Angelo Grimaldi, dit Nardo, dont la branche de Catanzaro.

        - Evangelista Grimaldi
        - Raffaele Grimaldi
        - Antonia Grimaldi
        - Teodora Grimaldi
 x Mario della Marra, cavalier napolitain et seigneur de Stigliano.

      - Luca Grimaldi
      - Grimaldo Grimaldi
      - Coluccio Grimaldi

    - Agamelone Grimaldi
    - Nicolo Grimaldi
    - Luciano Grimaldi
    - Giovanni Grimaldi
    - Rainiero Grimaldi

### Grimaldi de Seminara
- Luca Grimaldi, seigneur de Messimeri et conseiller royal.
 x Diana Sanseverino
  - Giovanni II Grimaldi (†1532), seigneur de Messimeri et de Cuppari.
 x Diana Ventimiglia
    - Ferdinando Grimaldi (†1558), seigneur de Messimeri.
 x Santa Grimaldi
      - Giovanni III Grimaldi, seigneur de Messimeri et de Cuppari.
 x Francesca Mungio
        - Giacomo Grimaldi (†1592), seigneur de Messimeri et de Cuppari.
 x Diana Capitani
          - Giovanni IV Grimaldi (†1653), seigneur de Messimeri et de Cuppari.
 x1 Antonia Fabia Fedeli
 x2 Antonia Ardoina
            - (1) Vinciguerra Grimaldi
            - (2) Carlo Grimaldi
            - (2) Giacomo Grimaldi
            - (2) Diana Grimaldi

          - Filippo Grimaldi, seigneur de Cuppari.
          - Antonia Grimaldi
          - Francesca Grimaldi
          - Andrea Grimaldi
          - Pietro Grimaldi (†1666), seigneur de Cuppari.
 x Maria Oliva
            - Giacomo Grimaldi (†1699), seigneur de Cuppari.
              - Geronimo Grimaldi, seigneur de Cuppari.
              - Bernardo Grimaldi
 x Antonia Maiuli di Loredana
                - Antonio Grimaldi, seigneur de Cuppari.
 x Anna Maria Zerbi
                  - Gerolamo Grimaldi
                  - Pio Grimaldi, marquis de Seminara et patricien de Gênes.
 x Porzia Grimaldi de Polistena
                    - Francesco Antonio Grimaldi (1741-1784), marquis, philosophe, écrivain et juriste.
                    - Vincenzo Grimaldi, marquis et patricien de Gênes.
                    - Domenico Grimaldi (1734-1805), économiste, philosophe et entrepreneur.

### Grimaldi de Catanzaro et Crotone
- Bernardino Grimaldi
 x Barbara De Nobili
  - Luigi Grimaldi (°1809), archéologue et économiste.
 x Beatrice Marincola Pistoia
    - marquis Bernardino Grimaldi (1839-1897), ministre de l'Agriculture et de l'Industrie puis du Trésor et enfin des Finances.
 x Maria Rosa Perrone
      - marquis Luigi Grimaldi (1867-1938)
        - Bernardino Grimaldi di Crotone (1899-1969), commandant de l'École militaire Nunziatella.